# Boeckella antiqua
Boeckella antiqua is een eenoogkreeftjessoort uit de familie van de Centropagidae. De wetenschappelijke naam van de soort is voor het eerst geldig gepubliceerd in 2000 door Menu-Marque & Balseiro.